# Kúðafljót

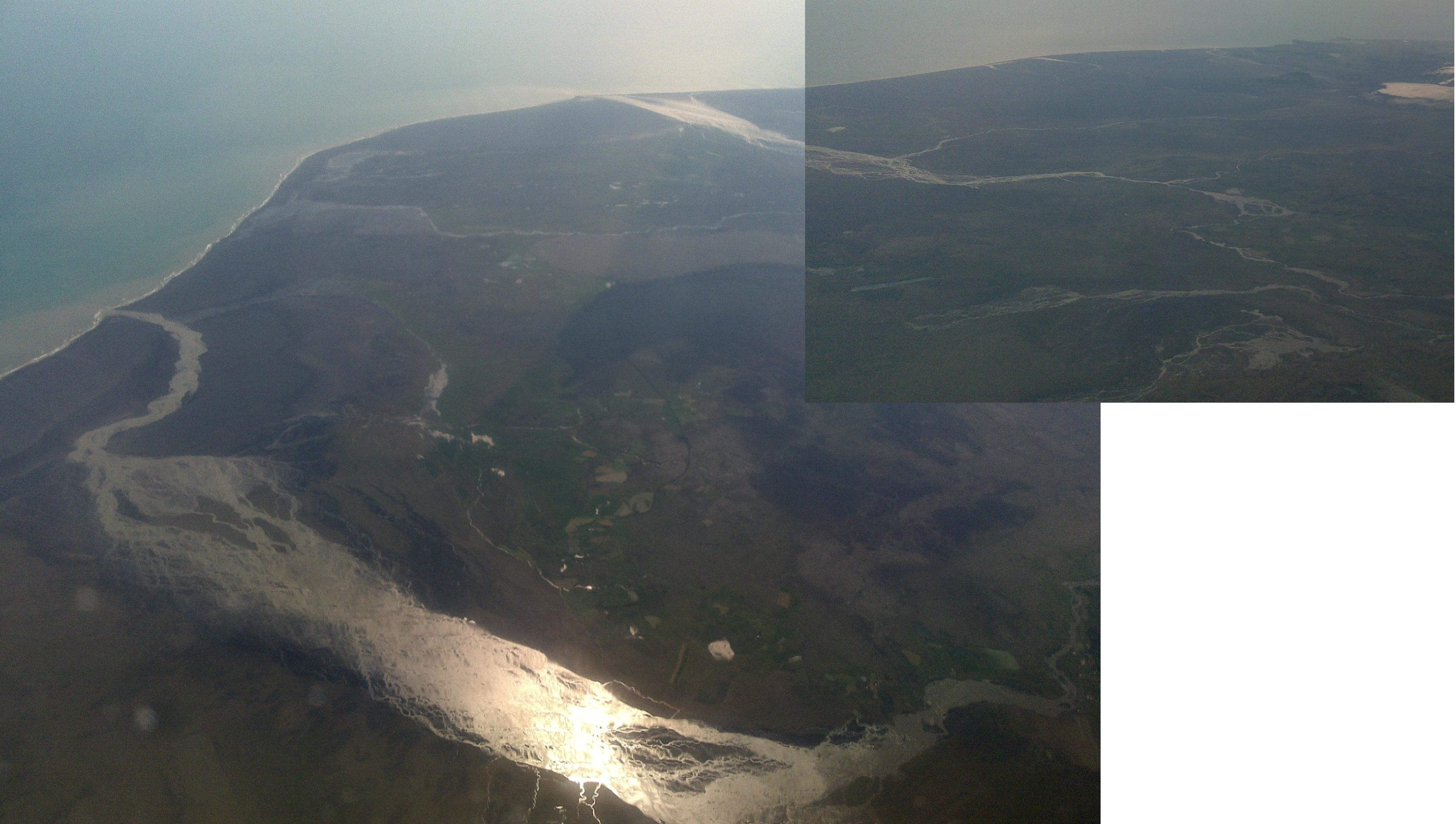
Monding van de Kúðafljót (rechtsboven) en van de Skaftá (linksonder).

De Kúðafljót is een rivier in het zuiden van IJsland.
De oorsprong van de rivier ligt aan de oostzijde van de gletsjer Mýrdalsjökull. De Kúðafljót begint eigenlijk als de samenvloeiing van verschillende riviertjes, zoals de Leirá, de Hólmsá, de Jökullvísl en de Tungufljót. Alvorens in de oceaan uit te monden, neemt de Kúðafljót nog meer zijrivieren op zoals de Eldvatn die van de Skaftá afkomstig is. De Kúðafljót is een van de grootste gletsjerrivieren van IJsland.
Het gemiddelde debiet van de rivier bedraagt 230 m³/s, hoewel er ooit een van 2000 m³/s is gemeten. Onder de Mýrdalsjökull ligt de Katla te smeulen, en verhoogde activiteiten van deze vulkaan kan de hoeveelheid water enorm doen toenemen. Vroeger was er een veerdienst over de rivier op een plaats waar de deze 4 kilometer breed is. Het oversteken van de verraderlijke rivier was onder andere door de aanwezigheid van drijfzand echter vrij gevaarlijk. Tegenwoordig kruist de Hringvegur met een brug de rivier op een smaller gedeelte.

## Naamgeving
Volgens het Landnámabók kwam de Ierse kolonist Vilbaldi met zijn boot in dit gebied aan. Zijn boot heette Kuði waaraan de rivier haar naam te danken heeft.